# إيسيي

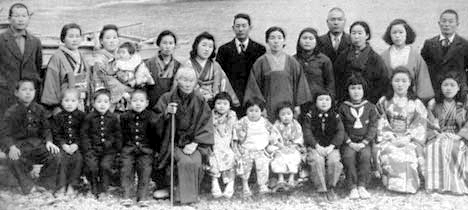

الإيسيي هو مصطلح مستخدم من قبل العرق الياباني للدلالة على الجيل الأول من اليابانيين المهاجرين إلى بلدان في كلتا الأمريكتين الشمالية والجنوبية. ولد الإيسيي في اليابان، أما أطفالهم الذين ولدوا في البلد الجديد فهم النيسيي (الجيل الثاني)، وأحفادهم هم السانسيي (الجيل الثالث)، وبشكل عام، لوحظ تفرد وتميز شخصية الإيسيي في تاريخهم الثقافي.

## التاريخ
استقرت أول مجموعة منظمة من المهاجرين اليابانيين في المكسيك في عام 1897، بينما تعيش في القرن الواحد والعشرين أكبر أربع مجموعات من اليابانيين المهاجرين، وأحفادهم في نصف الكرة الغربي في البرازيل والولايات المتحدة، وكندا، والبيرو.

### الإيسيي في البرازيل
تحتوي البرازيل اليوم على أكبر تجمع للعرق الياباني خارج اليابان بما يقدر بأكثر من 1.5 مليون نسمة، وهو يفوق عددهم في الولايات المتحدة الذي يقدر بنحو 1.2 مليون نسمة. هذا ويشكل البرازيليون اليابانيون من الإيسيي جزءًا هامًا من الأقليات العرقية في أمريكا الجنوبية.

### الإيسيي في الولايات المتحدة
لم يهاجر الأفراد الأوائل من الإيسيي مباشرةً إلى البر الرئيسي للولايات المتحدة، وإنما إلى هاواي. كان هؤلاء المهاجرين الذين وصلوا على متن باخرة مدينة طوكيو في شهر فبراير من عام 1885، عمالًا هربوا من الظروف القاسية في اليابان ليعملوا في هاواي، إذ دعمت حكومة هذه الأخيرة هجرتهم للعمل في الزراعة كعمال منخفضي الأجر، وخاصّةً في مزارع السكر. وهكذا، استقر عدد كبير منهم في النهاية في هاواي.
بدأت في عام 1885 هجرة اليابانيين مباشرة إلى الولايات المجاورة، كان أولها إلى سان فرانسيسكو عندما رست باخرة «عمال- طلاب» على الساحل الغربي للولايات المتحدة. استمرت أعدادهم في الازدياد حتى أواخر الثمانينيات وبداية التسعينيات من القرن التاسع عشر. عندما وصل اليابانيون إلى أمريكا لم يكونوا عازمين على العيش هناك بشكل دائم، وإنما كان الهدف من انتقالهم هو الحصول على العلم وتشكيل تجارب وخبرات جديدة للعودة بها إلى وطنهم، لكن صورة أمريكا كبلد ترحب بالأجانب جذبت كل من الطلاب والعمال للبقاء فيها.
عانى اليابانيون هناك من التمييز العنصري، لكنهم صنعوا واستغلوا الفرص ليستقر العديد منهم في كاليفورنيا، ولاحقًا في واشنطن، ثم أوريغون إضافةً إلى ألاسكا (ولكن بدرجة أقل).

### الإيسيي في كندا
كما عند نظرائهم الأمريكيين، فقد تطور ضمن المجتمعات الكندية اليابانية في كندا ثلاثة فروع مستقلة لكل منها مرجعية ثقافية اجتماعية مختلفة، وقد كان أبرز ما عاشه الإيسيي الكنديون اليابانيون هي التجارب التي تلت غارة ميناء بيرل هاربر، والتي شملت التهميش والتحقير والسجن.

### الإيسيي في البيرو
من بين ما يقارب 80 ألف نسمة من الجيل الياباني في البيرو، فإن اليابانيين الإيسيي لا يشكلون سوى عددًا قليلًا منهم، وقد ادعى رئيس البيرو السابق ألبرتو فوجيموري أنه من الجيل الثاني (نيسيي) على الرغم من أنه من الجيل الأول (إيسيي).

## البروفايل الثقافي

### أجيال
يتخذ الأمريكيون والكنديون اليابانيون في أمريكا الشمالية أسماء خاصة لكل جيل من أجيالهم، وذلك بدمج الرقم الياباني المقابل للجيل مع كلمة جيل في اليابانية وهي «سيي» (sei)، إذ استخدمت المجتمعات اليابانية الكندية والأمريكية مصطلحات إيسيي، ونيسيي، وسانسيي لتميز أعضاءها والتي تشير إلى الجيل الأول، الثاني، والثالث من المهاجرين على التوالي، بينما سمي الجيل الرابع يونسيي والخامس غوسيي.
تعكس الأجيال إيسيي، ونيسيي، وسانسيي مواقف مختلفة تجاه السلطة، والجنس، والتعامل مع غير اليابانيين، والمعتقدات والممارسات الدينية، وغيرها من الأمور، وتعتبر ممارسات الإخلاء والاعتقال التي واجهها الأفراد خلال الحرب العالمية الثانية العامل الأبرز لشرح هذا التنوع في المواقف وأنماط السلوك.
وضع مجموعة من علماء الاجتماع من جنسيات مختلفة مصطلح نيككيي للتعبير عن جميع المهاجرين اليابانيين في العالم عبر الأجيال، وقد شكلت الذاكرة الجماعية لكل من الإيسيي والنيسيي القدامى صورة اليابان المعاصر (ميجيي) بين عامي 1870 و1911، بينما يحمل المهاجرون الجدد ذكريات مختلفة عن اليابان الحديثة مع عدم توافق في المواقف، والقيم الاجتماعية، والارتباط باليابان، وقد زادت الاختلافات الواضحة في الفرص وتجارب ما بعد الحرب هذه الفجوة بين الأجيال ووجهات نظرهم.
حدثت تطورات واضحة في أمريكا الشمالية منذ الانتصار في عام 1988، إذ بدأ النيسيي بمن فيهم الأهل والأطفال ينظرون إلى أنفسهم بطريقة مختلفة، وغيروا من نمط التعامل مع الأكثرية غير اليابانية.
هناك أكثر من مائة ألف ياباني بريطاني غالبيتهم في لندن، لكن هؤلاء على عكس مجتمعات النيكييي حول العالم لا يعرفون أنفسهم بمصطلحات مثل إيسيي، ونيسيي، وسانسيي.

#### الإيسيي
يطلق على الجيل الأول من المهاجرين الذي ولد في اليابان وانتقل إلى كندا أو الولايات المتحدة الأمريكية اسم إيسيي، وقد أصبح هذا المصطلح شائعًا في ثلاثينيات القرن العشرين بدلًا من مصطلح «مهاجر»، إذ طرح طريقة مغايرة للنظر إلى أفراده، فمثل فكرة البداية، وشكل تحولًا نفسيًا يتعلق بالاستقرار، ووجود مجتمع متمايز إضافة إلى الانتماء للبلد الجديد.
استقر الإيسيي ضمن مجتمعات عرقية مغلقة، فلم يتعلموا الإنجليزية، تحملوا خسائر اقتصادية واجتماعية فادحة خلال السنوات الأولى من الحرب العالمية الثانية، ولم يكونوا قادرين على إعادة بناء أعمالهم وتعويض ما خسروه.
ساعدت الظروف الخارجية على تعزيز العلاقة بين أفراد الإيسيي، فهم على عكس أطفالهم اتجهوا نحو الاعتماد على وسائل الإعلام الناطقة باللغة اليابانية (صحف، تلفاز، أفلام)، وقد اعتادوا في بعض النواحي على التفكير بأنفسهم كيابانيين أكثر من كونهم أمريكيين أو كنديين.

#### نساء الإيسيي
على الرغم من تنوع الحالات، لكن حياة نساء إيسيي كانت متشابهة إلى حد ما كونهم نشؤوا ضمن شبكات معقدة من العلاقات الأبوية، والتي اعتبرت استغلالًا ومصدرًا للسعادة في الوقت نفسه، فقد عاشت نساء الإيسيي حياة انتقالية تأثرت بثلاث عوامل شائعة هي الأيديولوجية المهيمنة في أواخر ميجيي اليابان، والتي طورت الأهداف الاقتصادية لليابان، التقاليد الأبوية للقرية الزراعية والتي نشأت جزئيًا كشكل من أشكال التكيف مع الأهداف الوطنية، والتغيرات التي يفرضها التحديث، والقيود التي نشأت ضمن مجتمع أمريكي وكندي تهيمن عليه العنصرية.
من الصعب جدًا الحصول على أدلة حقيقة على الحياة العملية للنساء، وهذا يعزى جزئيًا إلى قلة البيانات بالإضافة إلى أن البيانات الموجودة تتأثر بتعريفهم الأيديولوجي الضمني للمرأة، على الرغم من ذلك كشفت قصص هؤلاء النساء في إطار التناقضات البيئية شعورًا مشتركًا بالحتمية، وهو الإدراك بأن الحياة خارجة عن سيطرة الفرد والذي يفسر التوافق في الطريقة التي تتبعها النساء والذي بنى عواطفهم وقد نُقل هذا التحكم العاطفي إلى أطفالهم.

#### الشيخوخة
كانريكي هو طقس عبور ياباني تقليدي حتى سن الستين، يعود إلى ما قبل الحداثة، كان يحتفل به أحيانًا من قبل الإيسيي، وقد بدأ النيسيي يحتفلون به حديثًا بأعداد متزايدة، والطقوس هي تشريع للقيم والمبادئ والمعاني المشتركة، أما هذا الطقس الياباني فيسلط الضوء على الاستجابة الجماعية بين النيسيي للمعضلات التقليدية التي يواجهها كبار السن.
وثّقت ماري كوجا-وهي مصورة يابانية أمريكية وعاملة اجتماعية سابقة- أفرادًا من جيل والديها في سنواتهم الأخيرة، إذ ظهرت معهم في جو من الراحة في سلسلتها «صورعن الإيسيي في إلينوي».عملت كوجا مطولًا على هذه الصور خلال فترة امتدت بين سبعينيات وتسعينيات القرن الماضي، أظهرت فيها المسنين في مرفق الرعاية النهارية، ومركز عمل كبار السن التابع للجنة الخدمة الأمريكية اليابانية، وفي شرفة هيوا؛ وهو دار رعاية أمريكي ياباني في شيكاغو.